# LCT

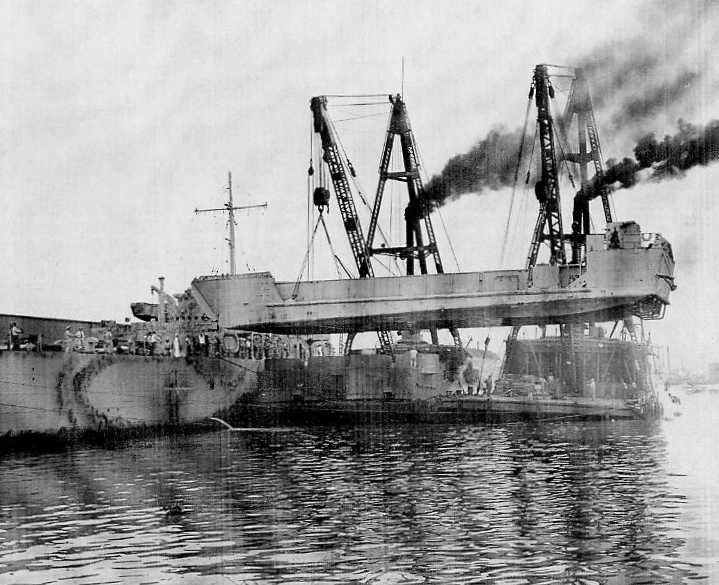
Завантаження LCT на важкий танко-десантний корабель LST портовим краном

Висадка танку Crusader з танко-десантного судна «Landing Craft Tank» (LCT). 26 квітня 1942

Landing Craft, Tank або LCT — різновид танко-десантного судна американських та британських військово-морських сил, призначений для перевезення і висадки важкої військової техніки, переважно танків та самохідних артилерійських установок морського десанту на необладнане узбережжя. Спочатку танко-десантні судна типу «LCT» були розроблені та вироблені суднобудівною промисловістю Великої Британії для Королівських ВМС. У ході Другої світової війни судна отримали широку популярність через свої властивості та нагальну потребу в десанто-висадочних засобах такого типу. Спочатку іменувалися британцями англ. «Tank Landing Craft» (TLC), згодом американці узагальнили абревіатуру суден як англ. «Landing Craft Tank» (LCT).
Сполучені Штати після завершення Другої світової війни продовжували виробництво суден серії й використовували у різних військових операціях, у тому числі часів Корейської та В'єтнамської війн.